# 熱血!ファイターズスタジアム
熱血!ファイターズスタジアム（ねっけつ!ファイターズスタジアム）は、北海道のSTVラジオで2007年3月27日より放送されていた北海道日本ハムファイターズの応援番組である。
これまで放送してきた「ヒートアップミュージック」は週末のナイタークッション番組となった。
MBSラジオにてタイトルが類似する「熱血!!タイガーススタジアム」が放送されているが、特に関連はない模様。
2007年・2008年のプロ野球シーズン中に放送されたが、2009年シーズンは「スーパーヒットチャートなまらん」がナイター終了後の番組となる（21:00～22:50）。

## 放送時間
- 毎週火曜日～金曜日 21:00(ナイター終了後)～21:50(ナイター延長の場合は、時間を短縮して放送。22:00以降に終了した場合は本番組は放送されず、「スーパーヒットチャートなまらん」を時間を短縮して放送。同時に「サウンドトラベル」も休止となる。）

2007年3月31日までは10分番組の「サウンドトラベル」を放送し基本21:10からとなっていたが、4月以降は「サウンドトラベル」の時間移動により基本21:00からになった。2008年は「サウンドトラベル」がナイターインの時期も10分の帯番組放送のため21：50までとなる。
聴取率調査週間などにおいて移動日などでナイター中継が全く組まれていない場合は、「熱血!ファイターズスタジアムSP」を4時間に渡って放送する。しかし、ニッポン放送のレインコート番組のサウンドコレクションをネットすることもあり、そのときは通常通りの放送となる。
2012年以降は、オールナイトニッポンGOLDを、放送しているため、事実上放送終了している。

## 放送内容
- ファイターズへの応援メッセージとリクエスト
- 試合後の球場からのリポート
- ファイターズ戦を始めとするプロ野球の結果
- スポーツニュース

## パーソナリティ
- 千秋幸雄
- 奈良愛美（2008年）

### 過去
- 高山幸代（2007年。ナイター中継のベンチリポート担当の場合、球場からの中継で出演していた。）

## 関連番組
- STVアタックナイター
- 千ちゃんの幸せラジオドーム（月曜日）
- サタデーミュージックファイター（土曜日）
- サンデーミュージックファイター